# Coccobacillus

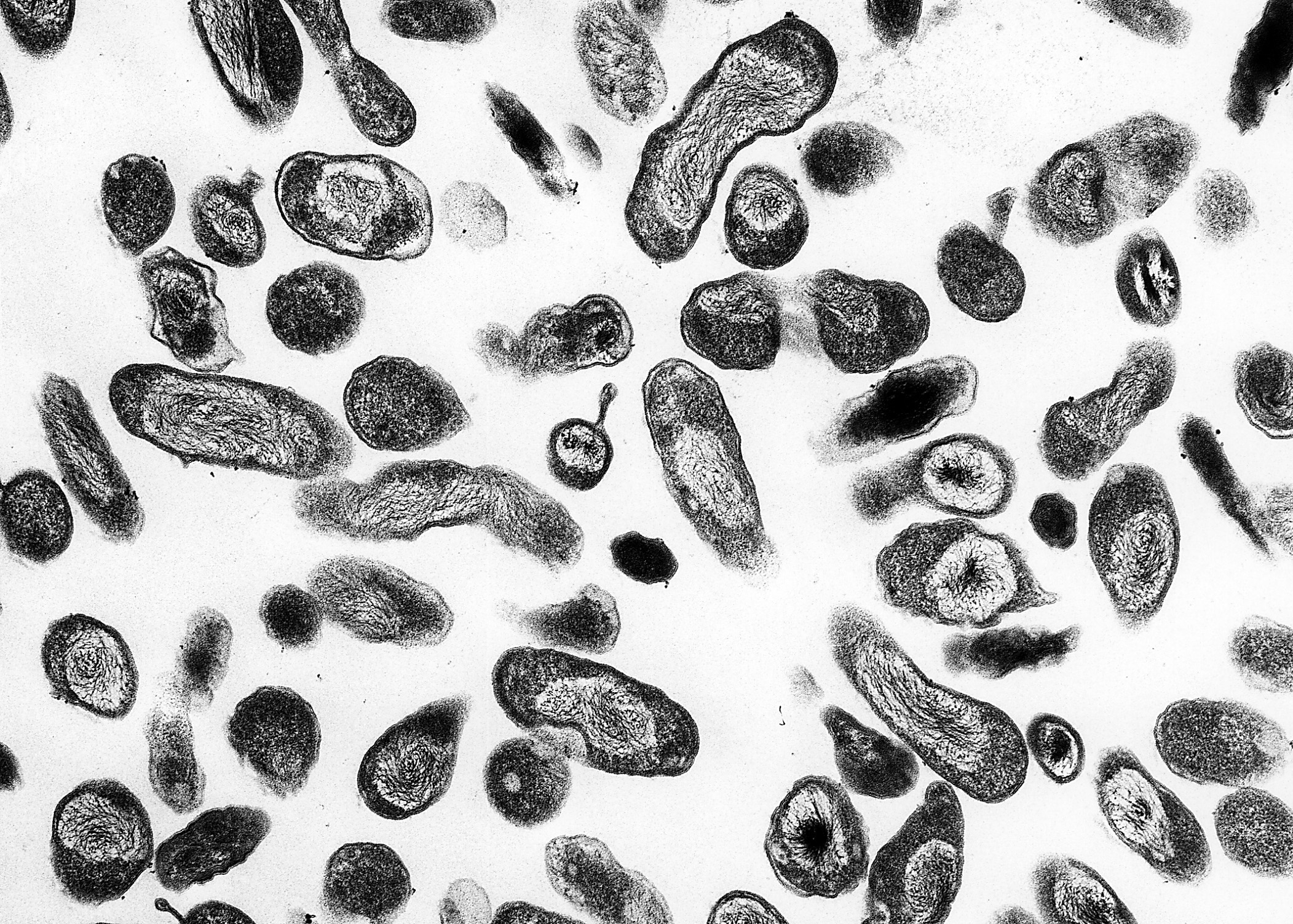
Coxiella burnetii

A coccobacillus (többes számban coccobacilli) vagy bacilluscocco a baktériumok egy olyan típusa, amelynek alakja a cocci (gömb alakú baktériumok) és a bacilusok (rúd alakú baktériumok) között helyezkedik el. A coccobacillusok tehát nagyon rövid pálcikák, amelyeket gyakran összekevernek a coccikkal.
A Haemophilus influenzae, a Gardnerella vaginalis és a Chlamydia trachomatis coccobacillusok. Az Aggregatibacter actinomycetemcomitans Gram-negatív coccobacillus, amely a subgingivalis plakkokban gyakran előfordul. Az acinetobacter törzs fajai szilárd táptalajon coccobacillusok formájában növekednek. A Bordetella pertussis egy gram-negatív coccobacillus, amely szamárköhögést okoz. A Yersinia pestis, a pestist okozó baktérium szintén egy coccobacillus.
A Coxiella burnetii szintén coccobacillus alakú.  A Brucella nemzetségbe tartozó baktériumok orvosilag fontos coccobacillusok, amelyek brucellózist okoznak. A Haemophilus ducreyi, egy másik orvosilag fontos Gram-negatív coccobacillus, a fejlődő országok nemi úton terjedő betegségeiben (chancroid) figyelhető meg. 